# アルキロコス
アルキロコス（古希: Ἀρχίλοχος, Archilochos, 英: Archilochus, 紀元前680年頃 - 紀元前645年頃）は、古代ギリシアの詩人である。傭兵だったと言われている。

## 生涯と詩
アルキロコスの生涯は、アルキロコス自身の詩と古代の伝承から、次のように考えられている。アルキロコスが生まれたのはパロス島で、貴族出身のテレシクレースの私生児として生まれた。父親がデルポイの神託に従って、タソス島への植民を指揮して島を去った。アルキロコスも父親の後を追ってタソス島に行った。貧困が大きな理由だったが、別の理由もあった。それは、パロス島民のリュカンベスに対する個人的な失望と憤怒だった。リュカンベスはアルキロコスと娘ネオブーレーとの結婚を約束していたのだが、それを反古にしたのである。アルキロコスはリュカンベスを偽証の罪で訴え、さらにデーメーテールの祭の時、傷ついた心を憎しみに変え、風刺詩で娘を罵倒した。その詩のせいで、リュカンベス父娘は首を吊って自殺したと言われている。
タソス島への植民は、その時代（紀元前750年 - 紀元前550年）は植民地化に熱心な時代で、土地を持たない・根を持たない若者ならびに、何も相続するものない私生児が、傭兵として移民することは典型的なことだった。さらに、個人的なテーマを扱う詩人、つまり抒情詩人としても意味があった。サッポーやアルクマンといった初期の抒情詩人たちは、ホメロスの叙事詩形式を捨て、自分自身の生活・経験・感情・姿勢を歌っていた。
結果的にアルキロコスの風刺詩は、ホメロスとヘシオドスの叙事詩と並んで、宗教的祭と私邸で詩を朗読して生きる、遊歴のラプソドスたちの人気の詩になった。
アルキロコスは歴史的・詩的想像力で、兵士としての戦闘と詩人の精神の情熱的な交差を叙述した。アルキロコスの特徴であるその両面は、次に紹介する詩の断片の中で、簡潔に表現されている。
Εἰμὶ δ' ἐγὼ θεράπων μὲν Ἐνυαλίοιο ἄνακτος, καὶ Μουσέων ἐρατὸν δῶρον ἐπιστάμενος.
「私は神エニューアリオス（戦いの神アレースのこと）のしもべであるが、さらにムーサ（ミューズ）の美しい贈り物をよく知っている」
または、
「私は2つのものである、戦いの神エニューアリオスに従う兵士。そしてムーサの愛の贈り物を理解する詩人」。
しかし、タソス島での生活は幸せではなかった。アルキロコスの富に対する希望は失望に終わった。「ギュゲスとその宝庫の、黄金製の数々は、私とは関係ない。嫉妬は私を支配しない、私は神のその仕事を羨まないし、それを思いのままにしたいと憧れたりもしない。そんなものは私の目を魅了しない」。
アルキロコス自身によると、タソス島は全ヘラスの不幸が出会う場所だった。そこに住む人々はたえず隣人との戦いに、トラキア人部族のSaiansとの戦争に巻き込まれた。アルキロコスは盾を捨てて戦場から逃げ出した。しかし、アルキロコスはそれを不名誉とは感じなかったようだ。むしろ、アルカイオスのように、アルキロコスはこの事件を讃美した。現存する断片では、アルキロコスは命が助かった自分自身を祝し、他の盾を手に入れるのはたやすいことと歌っている。
「野蛮人どもが私の盾を振り回している、私が茂みに隠れ、その申し分のない防具を手放すことを余儀なくされた以後。私は逃げたが、どれがどうした？ ともかくも命は（盾よりも）値打ちのあるように見える。盾よさらば。私は同じくらい良いものを買えるのだ」。
タソス島を去った後、アルキロコスはスパルタを訪れた。しかし、前述の卑怯な行為と作品の不道徳さを理由に町から追放されたと言われている。
アルキロコスは次にイタリア南部のギリシア人が住むマグナ・グラエキアを訪ねた。その土地は好意的だったとアルキロコスは語っている。それから生まれ故郷のパロス島に戻り、ナクソス島民との戦闘の最中に戦死した。アルキロコスを殺したカロンダスもしくはコラックスは、ムーサのしもべ（詩人のこと）を殺すだろうという神託を受けていたという。
アルキロコスの作品にはエレゲイア（哀歌）とヒュムノス（讃歌）があり、そのうちの1つは、オリュンピア祭典競技の勝者によって歌われたものである。詩はイアンボス（短長格）とトロカイオス（長短格）という2つの韻脚形式で書かれている。ギリシアの修辞学者たちは、アルキロコスがイアンボス詩を発明し、それを風刺詩に使ったと信じていた。それ以前にあったギリシアの詩の形式は唯一、叙事詩のヘクサメトロス（長短短六歩格）だけで、エレゲイアの韻律（エレゲイオン、Elegiac）はその派生物だった。しかし、ヘクサメトロス詩のゆっくりした構造は、風刺のきびきびした軽やかな表現にはまったく適していなかった。古代の権威者たちは皆、アルキロコスの詩を仰々しい言葉で賞賛することで一致している。アルキロコスの詩は確かに力強さと柔軟性、緊張した迫力、そして何よりも、強烈な熱意とエネルギーを持っている。ホラティウスはアルキロコスの「怒り」と言い、ハドリアヌスはアルキロコスの詩を「激しいイアンボス」と呼んだ。アルキロコスの同国人は、アルキロコスをホメロスに匹敵する詩人として敬い、二人の詩人の彫刻を同じ日に奉納した。アルキロコスの詩は古いイオニア方言で書かれている。
アルキロコスの詩は断片のみが現存していて、『ギリシア詞華集』（Greek Anthology）に収められている。

## 近年の発見
これまで知られていなかったアルキロコスのエレゲイア韻律で書かれた詩の30行が、近年になってオクシリンコス・パピルスの未出版の写本の中から発見され、『The Oxyrhynchus Papyri. Volume LXIX. (Graeco-Roman Memoirs 89.)』（2005年、N. Gonis、D. Obbinkほか編）で発表された。内容は、トロイア戦争の原因となった出来事を描いていて、その中でアカイア人がミュシアの王テレポスと戦う。